# Nagroda Brama Stokera za powieść

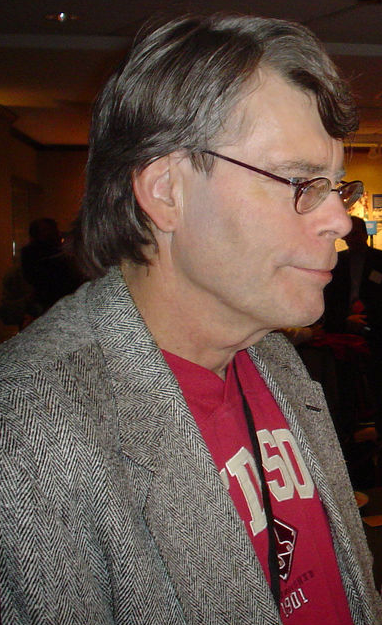
Stephen King – najbardziej utytułowany pisarz – 14 nominacji w kategorii Powieść oraz 6 nagród

Nagroda Brama Stokera za powieść – przyznawana jest nieprzerwanie od 1987, czyli początku istnienia nagrody, za utwór składający się z 40 000 lub więcej słów, pisany prozą.

## Lata 80. XX w.

### 1987
Nagroda
- Stephen King – Misery
- Robert R. McCammon – Swan Song (Łabędzi śpiew)

Nominacje
- Ray Garton(inne języki) – Live Girls
- Kem Nunn(inne języki) – Unassigned Territory
- Chet Williamson(inne języki) – Ash Wednesday

### 1988
Nagroda

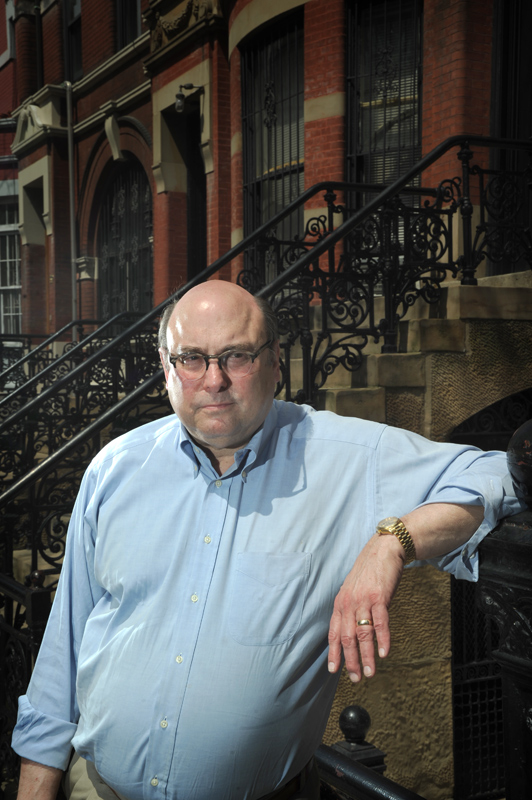
Peter Straub – pięciokrotny zwycięzca w kategorii Powieść

- Thomas Harris – The Silence of the Lambs (Milczenie owiec)

Nominacje
- Joe R. Lansdale(inne języki) – The Drive-In
- Richard Laymon(inne języki) – Flesh
- Robert R. McCammon – Stinger
- Anne Rice – Queen of the Damned (Królowa potępionych)
- F. Paul Wilson – Black Wind

### 1989
Nagroda
- Dan Simmons – Carrion Comfort

Nominacje
- Katherine Dunn(inne języki) – Geek Love
- Charles L. Grant(inne języki) – In A Dark Dream
- Dean R. Koontz – Midnight (Północ)
- Robert R. McCammon – The Wolf’s Hour

## Lata 90. XX w.

### 1990
Nagroda
- Robert R. McCammon – Mine

Nominacje
- Joe R. Lansdale(inne języki) – Savage Season
- Richard Laymon(inne języki) – Funland
- Chet Williamson(inne języki) – Reign

### 1991
Nagroda
- Robert R. McCammon – Boy's Life

Nominacje
- Thomas M. Disch – The M.D. (Lekarz)
- Stephen King – Needful Things (Sklepik z marzeniami)
- Stephen King – Dark Tower III: The Waste Lands (Mroczna Wieża III: Ziemie jałowe)
- Dan Simmons – Summer of Night

### 1992
Nagroda
- Thomas F. Monteleone(inne języki) – Blood of the Lamb

Nominacje
- Matthew Costello(inne języki) – Homecoming
- Brian Hodge(inne języki) – Deathgrip
- Dean R. Koontz – Hideaway (Przełęcz śmierci)
- Dan Simmons – Children of the Night

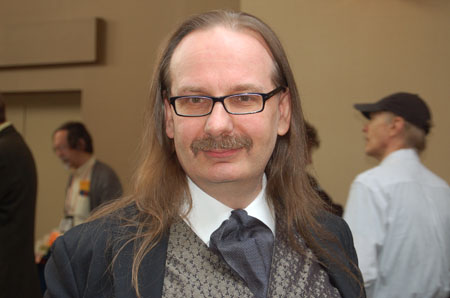
Kim Newman – nominowany w 1993

### 1993
Nagroda
- Peter Straub – The Throat

Nominacje
- Kim Newman – Anno Dracula
- Bradley Denton – Blackburn
- Poppy Z. Brite(inne języki) – Drawing Blood
- Bentley Little – The Summoning

### 1994
Nagroda
- Nancy Holder(inne języki) – Dead in the Water

Nominacje
- Caleb Carr – The Alienist (Alienista)
- Jonathan Carroll – From the Teeth of Angels (Na pastwę aniołów)
- Stephen King – Insomnia (Bezsenność)

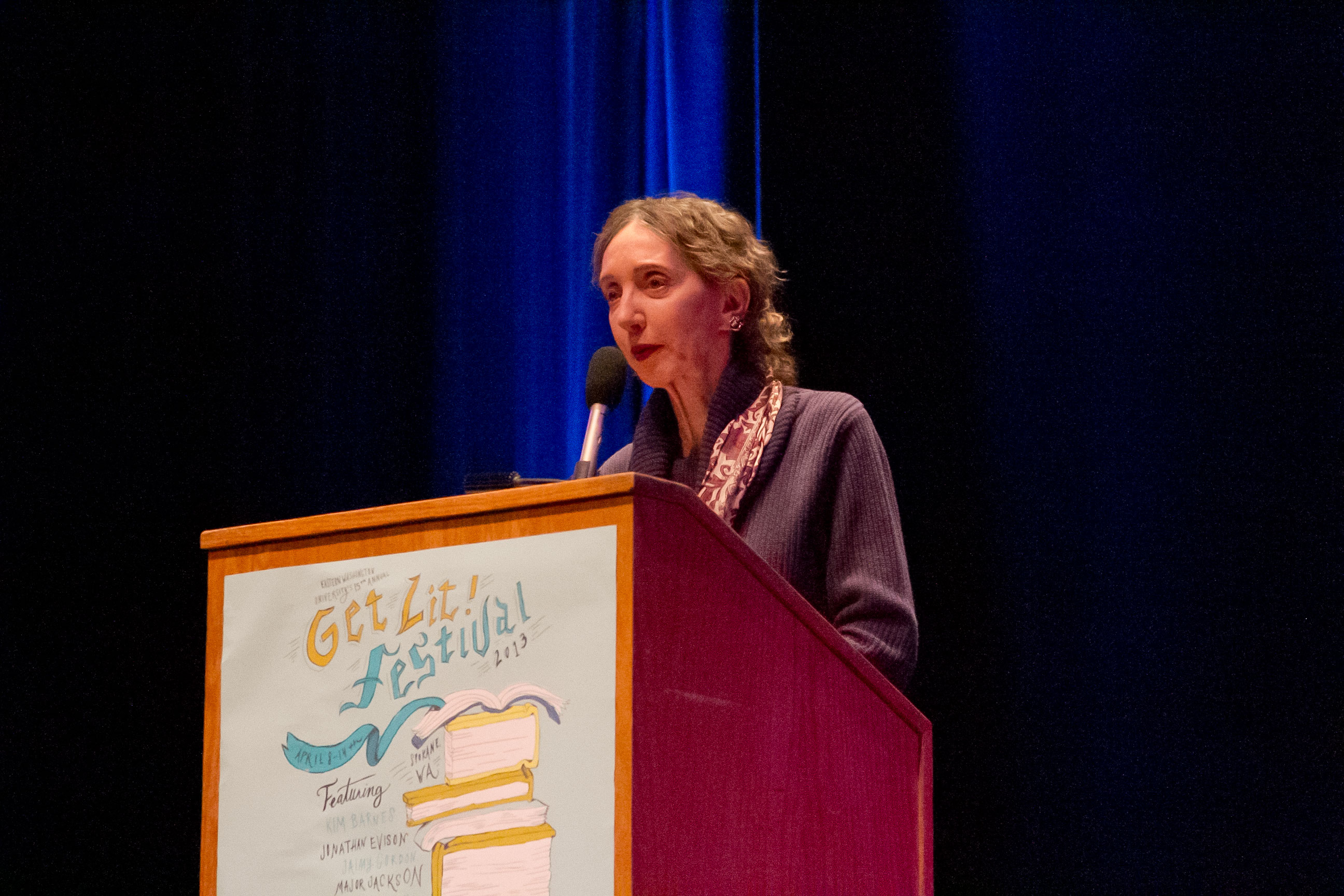
Joyce Carol Oates – nagrodzona w 1995

- Patrick McCabe – The Butcher Boy

### 1995

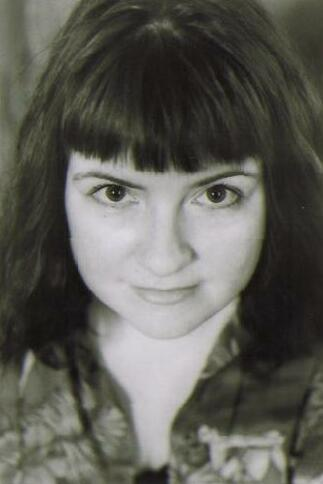
Poppy Z. Brite – nominowana w 1993 i 1996

Nagroda
- Joyce Carol Oates – Zombie

Nominacje
- Billie Sue Mosiman(inne języki) – Widow
- Yvonne Navarro(inne języki) – Deadrush
- Alan Rodgers(inne języki) – Bone Music

### 1996
Nagroda
- Stephen King – The Green Mile (Zielona mila)

Nominacje
- Poppy Z. Brite – Exquisite Corpse
- Owl Goingback(inne języki) – Crota
- Peter Straub – The Hellfire Club

### 1997
Nagroda
- Janet Berliner(inne języki) i George Guthridge(inne języki) – Children of the Dusk

Nominacje
- Stephen Dobyns(inne języki) – The Church of Dead Girls
- Tananarive Due(inne języki) – My Soul to Keep
- Tim Powers – Earthquake Weather

### 1998
Nagroda
- Stephen King – Bag of Bones (Worek kości)

Nominacje
- Dean R. Koontz – Fear Nothing (Zabójca strachu)
- S.P. Somtow(inne języki) – Darker Angels
- Thomas Tessier(inne języki) – Fog Heart

### 1999
Nagroda
- Peter Straub – Mr. X

Nominacje
- Owl Goingback(inne języki) – Darker than Night
- Thomas Harris – Hannibal
- Stephen King – Low Men in Yellow Coats (Serca Atlantydów)
- Tom Piccirilli(inne języki) – Hexes

## Lata 00. XXI w.

### 2000
Nagroda
- Richard Laymon(inne języki) – The Traveling Vampire Show

Nominacje
- Gary A. Braunbeck(inne języki) – The Indifference of Heaven
- Ramsey Campbell – Silent Children
- Brian A. Hopkins(inne języki) – The Licking Valley Coon Hunters Club

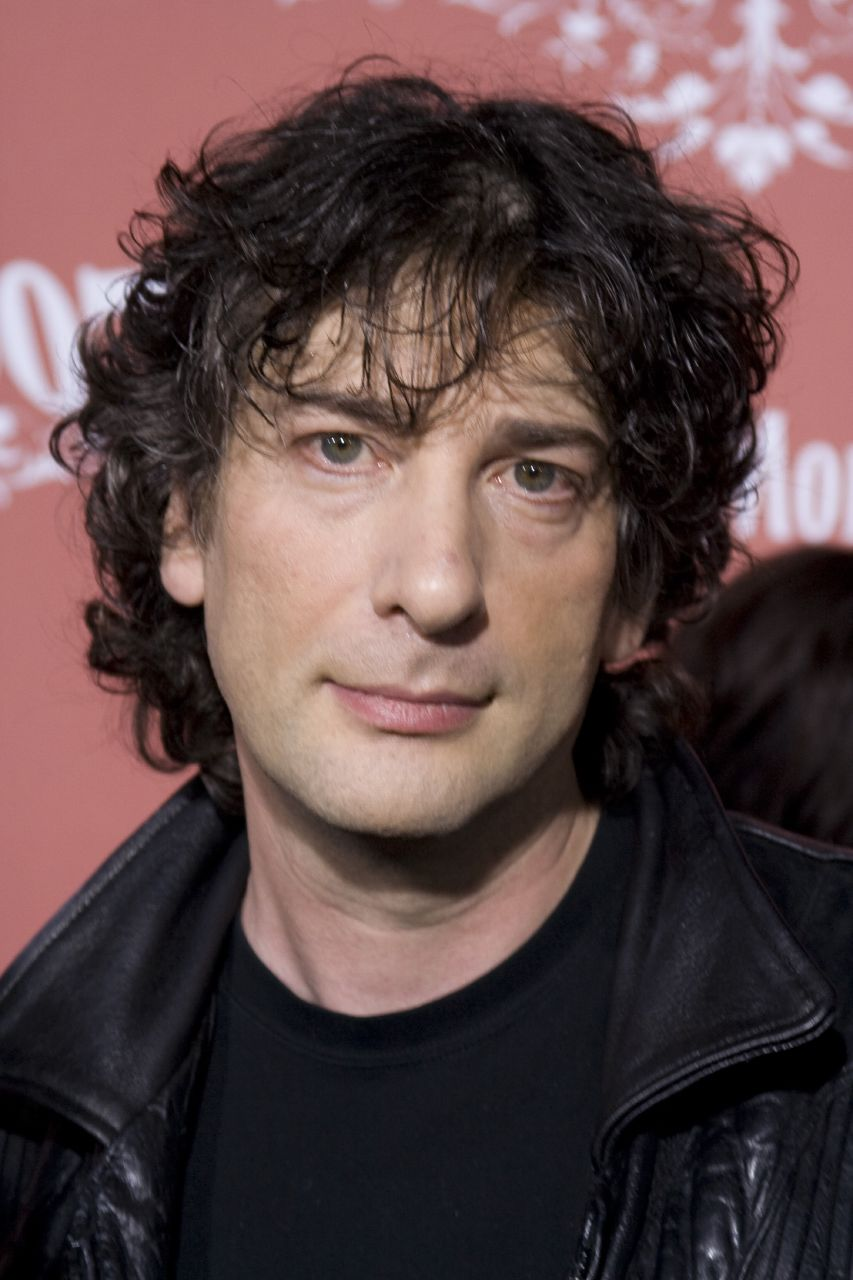
Neil Gaiman – nagrodzony w 2001

- Tom Piccirilli(inne języki) – The Deceased

### 2001
Nagroda
- Neil Gaiman – American Gods (Amerykańscy bogowie)

Nominacje
- Ray Bradbury – From the Dust Returned
- Jack Ketchum – The Lost
- Stephen King i Peter Straub – Black House (Czarny Dom)

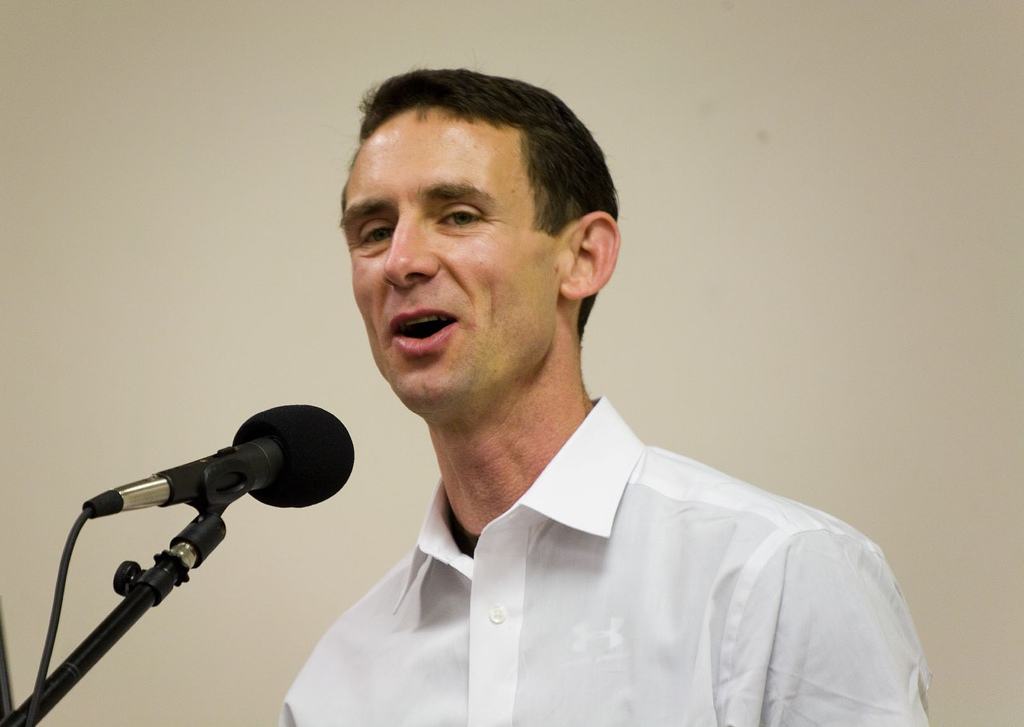
Chuck Palahniuk – nominowany w 2002

### 2002
Nagroda
- Tom Piccirilli(inne języki) – The Night Class

Nominacje
- Douglas Clegg(inne języki) – The Hour Before Dark
- Stephen King – From a Buick 8 (Buick 8)
- Chuck Palahniuk – Lullaby
- Alice Sebold – The Lovely Bones

### 2003
Nagroda
- Peter Straub – Lost boy lost girl

Nominacje
- Stephen King – The Dark Tower V: Wolves of the Calla (Mroczna Wieża V: Wilki z Calla)
- James A. Moore(inne języki) – Serenity Falls
- Stewart O'Nan(inne języki) – The Night Country
- Tom Piccirilli(inne języki) – A Choir of Ill Children

### 2004
Nagroda
- Peter Straub – In the Night Room

Nominacje
- P. D Cacek(inne języki) – The Wind Caller
- Stephen King – The Dark Tower VII: The Dark Tower (Mroczna Wieża VII: Mroczna Wieża)

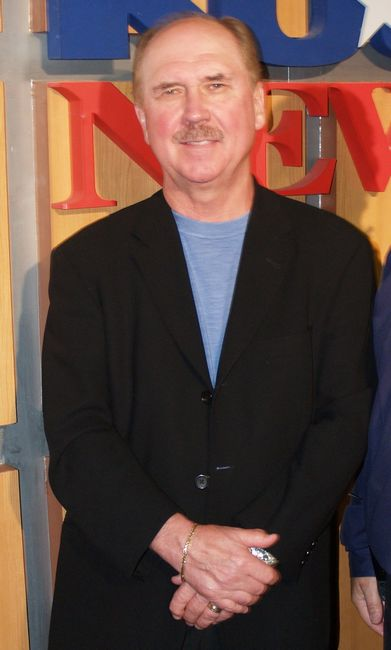
David Morrell – nagrodzony w 2005

- Michael Laimo(inne języki) – Deep in the Darkness

### 2005
Nagroda
- David Morrell – Creepers (Infiltratorzy)
- Charlee Jacob(inne języki) – Dread in the Beast

Nominacje
- Gary Braunbeck(inne języki) – Keepers
- Tom Piccirilli(inne języki) – November Mourns

### 2006

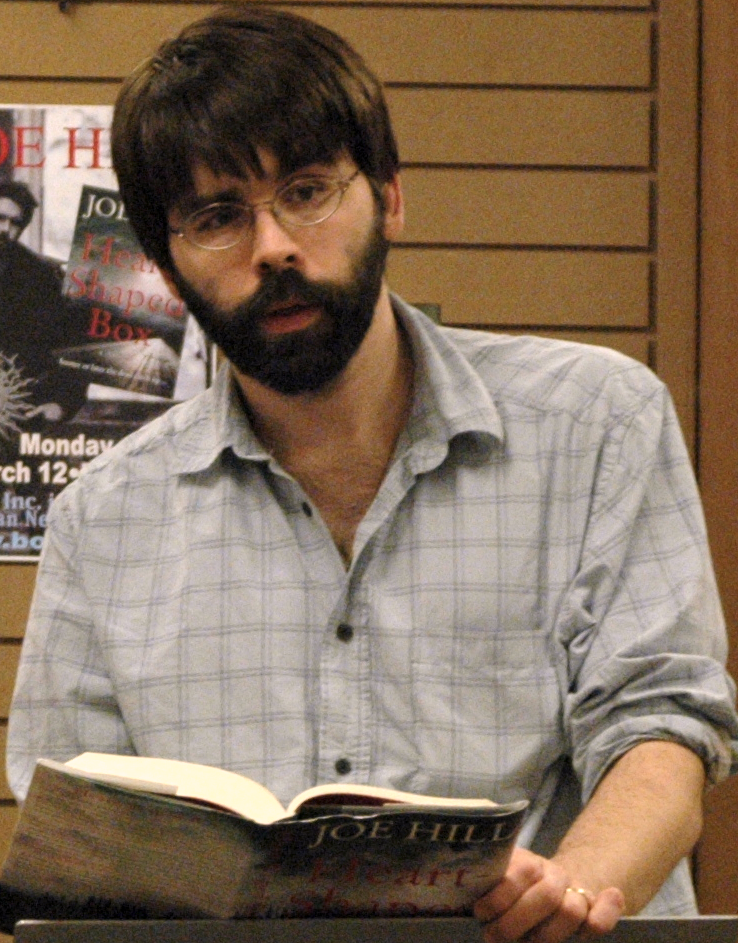
Joe Hill – trzykrotnie nominowany

Nagroda
- Stephen King – Lisey's Story (Historia Lisey)

Nominacje
- Gary A. Braunbeck(inne języki) – Prodigal Blues
- Jonathan Maberry(inne języki) – Ghost Road Blues
- Tom Piccirilli(inne języki) – Headstone City
- Jeff Strand(inne języki) – Pressure

### 2007
Nagroda
- Sarah Langan(inne języki) – The Missing

Nominacje
- Bruce Boston(inne języki) – The Guardener's Tale
- Joe Hill – Heart-Shaped Box (Pudełko w kształcie serca)
- Erika Mailman(inne języki) – The Witch's Trinity
- Dan Simmons – The Terror

### 2008
Nagroda
- Stephen King – Duma Key (Ręka mistrza)

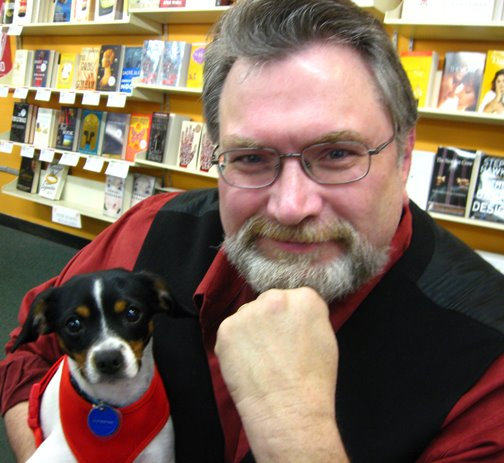
Jonathan Maberry – nominowany w 2006, 2009 i 2010

Nominacje
- Gary Braunbeck(inne języki) – Coffin County
- Nate Kenyon(inne języki) – The Reach
- Gregory Lamberson(inne języki) – Johnny Gruesome

### 2009
Nagroda
- Sarah Langan(inne języki) – Audrey's Door

Nominacje
- Jonathan Maberry(inne języki) – Patient Zero
- Joe McKinney(inne języki) – Quarantined
- Jeremy Shipp(inne języki) – Cursed

## Lata 10. XXI w.

### 2010
Nagroda
- Peter Straub – A Dark Matter

Nominacje
- Joe Hill – Horns (Rogi)
- Jonathan Maberry(inne języki) – Rot and Ruin
- Linda Watanabe McFerrin – Dead Love
- Joe McKinney(inne języki) – Apocalypse of the Dead
- Jeff Strand(inne języki) – Dweller

### 2011
Nagroda
- Joe McKinney(inne języki) – Flesh Eaters

Nominacje
- Christopher Conlon – A Matrix Of Angels

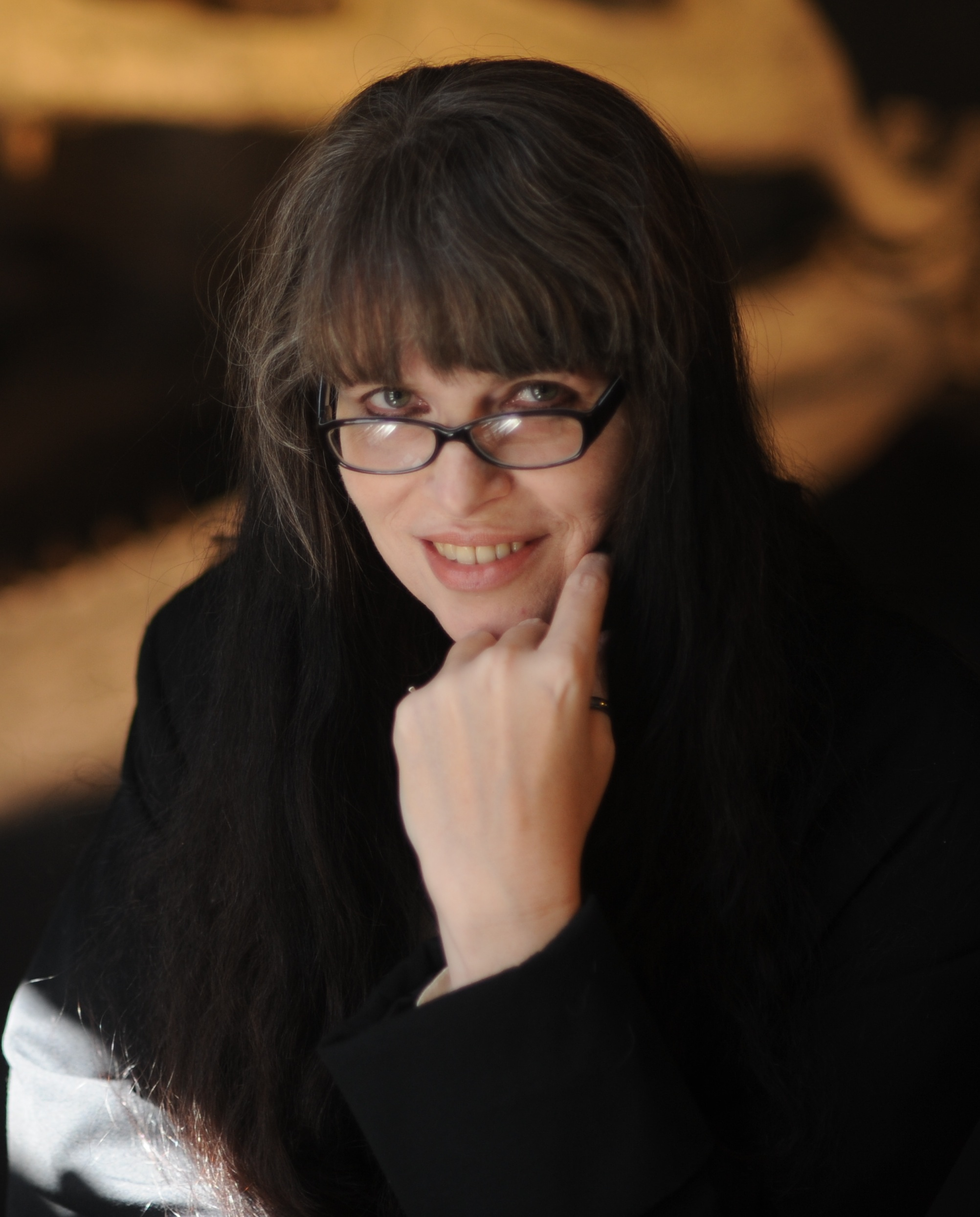
Caitlin R. Kiernan – nagrodzona w 2012

- Greg Lamberson(inne języki) – Cosmic Forces
- Ronald Malfi(inne języki) – Floating Staircase
- Gene O’Neill(inne języki) – Not Fade Away
- Lee Thomas(inne języki) – The German

### 2012
Nagroda
- Caitlin R. Kiernan(inne języki) – The Drowning Girl winner

Nominacje
- Benjamin Kane Ethridge(inne języki) – Bottled Abyss
- John Everson – NightWhere
- Bentley Little – The Haunted
- Joe McKinney(inne języki) – Inheritance

### 2013
Nagroda
- Stephen King – Doctor Sleep (Doktor Sen)

Nominacje
- Joe Hill – NOS4A2
- Lisa Morton(inne języki) – Malediction
- Sarah Pinborough(inne języki) i F. Paul Wilson – A Necessary End
- Christopher Rice(inne języki) – The Heavens Rise

### 2014
Nagroda
- Steve Rasnic Tem(inne języki) – Blood Kin

Nominacje
- Craig DiLouie(inne języki) – Suffer the Children
- Patrick Freivald(inne języki) – Jade Sky
- Chuck Palahniuk – Beautiful You
- Christopher Rice(inne języki) – The Vines

### 2015
Nagroda
- Paul G. Tremblay(inne języki) – A Head Full of Ghosts

Nominacje
- Clive Barker – The Scarlet Gospels
- Michaelbrent Collings(inne języki) – The Deep
- JG Faherty(inne języki) – The Cure
- Patrick Freivald(inne języki) – Black Tide

### 2016
Nagroda
- John Langan(inne języki) – The Fisherman

Nominacje
- Elizabeth Hand – Hard Light: A Cass Neary Crime Novel
- Stephen Graham Jones(inne języki) – Mongrels
- Bracken MacLeod – Stranded: A Novel
- Paul Tremblay(inne języki) – Disappearance at Devil's Rock

### 2017
Nagroda
- Christopher Golden(inne języki) – Ararat

Nominacje
- Stephen King, Owen King – Śpiące królewny (Sleeping Beauties)
- Josh Malerman(inne języki) – Black Mad Wheel
- S.P. Miskowski(inne języki) – I Wish I Was Like You
- Steve Rasnic Tem(inne języki) – UBO

### 2018
Nagroda
- Paul G. Tremblay(inne języki) – The Cabin at the End of the World

Nominacje
- Alma Katsu(inne języki) – The Hunger
- Jonathan Maberry(inne języki) – Glimpse
- Josh Malerman(inne języki) – Unbury Carol
- Dacre Stoker(inne języki) i J.D. Barker – Dracul

### 2019
Nagroda
- Owl Goingback(inne języki) – Coyote Rage

Nominacje
- Josh Malerman(inne języki) – Inspection
- S.P. Miskowski(inne języki) – The Worst is Yet to Come
- Lee Murray(inne języki) – Into the Ashes
- Chuck Wendig(inne języki) – Wanderers

### 2020
Nagroda
- Stephen Graham Jones(inne języki) – The Only Good Indians

Nominacje
- Alma Katsu(inne języki) – The Deep
- Silvia Moreno-Garcia(inne języki) – Mexican Gothic
- Todd Keisling – Devil's Creek
- Josh Malerman(inne języki) – Malorie

### 2021
Nagroda
- Stephen Graham Jones(inne języki) – My Heart Is a Chainsaw

Nominacje
- Chuck Wendig(inne języki) – The Book of Accidents
- Cynthia Pelayo – Children of Chicago
- Grady Hendrix(inne języki) – The Final Girl Support Group
- V. Castro – The Queen of the Cicadas

### 2022
Nagroda
- Gabino Iglesias – The Devil Takes You Home

Nominacje
- Alma Katsu – The Fervor
- Gwendolyn Kiste – Reluctant Immortals
- Josh Malerman – Daphne
- Catriona Ward – Sundial

### 2023
Nagroda
- Tananarive Due – The Reformatory

Nominacje
- Grady Hendrix – How to Sell a Haunted House
- Stephen Graham Jones – Don’t Fear the Reaper
- Victor LaValle – Lone Women
- Chuck Tingle – Camp Damascus
- Chuck Wendig – Black River Orchard

## Najczęściej nagradzani
6 – Stephen King

5 – Peter Straub

3 – Robert R. McCammon

2 – Sarah Langan

1 – Janet Berliner, George Guthridge, David Morrell, Neil Gaiman, Charlee Jacob, Richard Laymon, Dan Simmons, Thomas Harris, Joe McKinney, Thomas F. Monteleone, Joyce Carol Oates, Tom Piccirilli, Nancy Holder, Caitlin R. Kiernan, Paul Tremblay

## Najczęściej nominowani
14 – Stephen King

6 – Peter Straub, Tom Piccirilli

5 – Robert R. McCammon

4 – Joe McKinney, Dan Simmons

3 – Richard Laymon, Joe Hill, Jonathan Maberry, Dean R. Koontz

2 – Chet Williamson, Joe R. Lansdale, Sarah Langan, F. Paul Wilson, Thomas Harris, Gary Braunbeck, Bentley Little, Poppy Z. Brite, Gary A. Braunbeck, Owl Goingback

1 – Katherine Dunn, Chuck Palahniuk, Benjamin Kane Ethridge, Nate Kenyon, Joyce Carol Oates, Stewart O'Nan, Ronald Malfi, Thomas M. Disch, Alan Rodgers, Alice Sebold, Michael Laimo, Jack Ketchum, Matthew Costello, Brian A. Hopkins, Ray Bradbury, Neil Gaiman, P. D Cacek, Douglas Clegg, Christopher Rice, Bruce Boston, Kim Newman, Lee Thomas, Tim Powers, David Morrell, Yvonne Navarro, Stephen Dobyns, Charles L. Grant, Patrick McCabe, Erika Mailman, Caleb Carr, Jonathan Carroll, Ramsey Campbell, Thomas Tessier, James A. Moore, Caitlin R. Kiernan, John Everson, Charlee Jacob, Greg Lamberson, Sue Mosiman, Janet Berliner, Anne Rice, Bradley Denton, Linda Watanabe McFerrin, Christopher Conlon, S.P. Somtow, Ray Garton, Nancy Holder, Jeff Strand, Lisa Morton, Brian Hodge, Kem Nunn, Thomas F. Monteleone, Gregory Lamberson, Jeff Strand, Jeremy Shipp, Gene O’Neill, Tananarive Due, Paul Tremblay, Clive Barker, Michaelbrent Collings, JG Faherty, Patrick Freivald